# علم الدنمارك
يتكون علم مملكة الدنمارك (الدانيبروغ) بكامله من اللون الأحمر، وفي وسطه صليب أبيض أقرب إلى اليسار يمتد إلى أطرافه، اعتمد هذا العلم في عام 1625 وهو أقدم علم في أوروبا والعالم ما زال مستخدماً حتى الآن، وقبل ذلك يُعْرَف الجيش الدنماركي برفع راية الغراب.
هنالك شهادات تاريخية على أن لافتة مع صليب أبيض-أحمر استخدمها ملوك الدنمارك منذ القرن الرابع عشر، كما أن أسطورة ذات تأثير كبير على التاريخ الوطني الدنماركي تربط مقدمة العلم بمعركة ليندانيس من عام 1219. الصليب الشمالي الممدود يعكس استخدام العلم كعلم بحري في القرن الثامن عشر.
لقد أصبح العلم متعارفًا عليه كعلم وطني في أوائل القرن التاسع عشر، وكان استخدامه على الصعيد الخاص محظورًا في عام 1834، حتى سمح به مرة أخرى في مرسوم يعود إلى عام 1854. يحمل العلم الرقم القياسي العالمي لكونه أقدم علم وطني استخدم بشكل مستمر.

## تاريخ علم الدّنمارك
- ورد ذكر اسم العلم الدنماركي، دانبروج، والّذي يعني «علم الدنماركيين» أو «العلم الأحمر»، لأول مرة في نص دنماركي من 1478 وفي نص هولندي يعود إلى 100 سنة قبل ذلك.

وفقًا للأسطورة، سقط الدانبروج من السماء خلال معركة في إستونيا؛ هذه الأسطورة هي المذكورة في التأريخ الدنماركيّ  لكريستيرن بيدرسن (Christiern  Pedersen’s Danish Chronicle) من بداية سنوات ال-1520، وكذلك فقد ذكرها الراهب الفرنسيسكان بيدير أولسن عام 1527. ينسب الأخير الحادثة إلى معركة نشبت في عام 1219، وقد أكدت التقاليد أن العلم ظهر في ليندانيس (Lyndanisse) في 15 يونيو 1219.
ظهرت الأسطورة في حوالي عام 1500 على أساس فكرة أن الراية الملكية التي فقدها الملك هانز في هزيمته في ديتمارشيس في شمال ألمانيا عام 1500 كانت الدانبروج الذي سقط من السماء. في 1559 استعاد فريدريك الثاني الراية وقام بتعليقها في كاتدرائية شليسويغ في شمال ألمانيا الحالي.
في أغنية من حملة تعود إلى عام 1500 ارتبطت الراية الملازمة للصليب بحلم الإمبراطور الروماني قسطنطين بالصليب عام 312 م قبل المعركة التي غدا فيها حاكمًا مطلقًا للامبراطورية الرومانية، والتي انتقل فيها إلى الديانة المسيحية.
هذه الرؤية للصليب، التي ترتبط بها مقولة هوك سيغنو فينسس الشهيرة، «تحت هذا العلامة عليك أن تكون منتصرًا»، هي النموذج المثالي للمعجزات في شكل الصلبان في السماء، التي كانت مرتبطة بالمعارك بين المسيحيين والكفار في شبه الجزيرة الأيبيرية بشكل خاص.

## معنى ألوان العلم
- الأحمر: يرمز إلى دم المسيح.
- الأبيض: يرمز إلى التعايش الطائفي بين البروتستانت والكاثوليك.